# Ассорти (группа)
«Ассорти» — российская женская поп-группа, основанная в 2004 году. История коллектива берёт своё начало на первом сезоне телевизионного шоу «Народный артист», транслировавшемся в 2003 году телеканалом «Россия».

## История
Шесть девушек были объединены в вокальный ансамбль и в марте 2004 года подписали контракт с продюсером Евгением Фридляндом. В состав «Ассорти» вошли участницы проекта «Народный артист»: Оксана Казакова, Мария Зайцева (позднее создала дуэт #2Маши), Арина Риц, Наталья Паволоцкая, Ольга Ватлина и Анна Алина. В скором времени[уточнить] у коллектива появилось около двадцати песен, среди которых «Динь-дон» (наряду с песней группы «Гавана» «Новый год в платье новом» на музыку и слова А. Ягольника — одна из русскоязычных кавер-версий песни группы «Teach-In» «Ding-a-dong»), «Две снежинки», «Красивая любовь», «Убей меня нежно».
Композиция «Красивая любовь» в 2005 году принесла участницам награду «Золотой граммофон».
10 марта 2011 года истёк семилетний контракт участниц первого состава. В коллективе осталась только Оксана Казакова. После дополнительного кастинга к ней присоединились Марина Бриоли, Марина Дрождина, Мария Трошанова и Юлия Татчина. Результатом двухлетней работы в 2013 году стал выход альбома «Под прицелом» при поддержке двух видеоклипов на песни «Ангелы» и «Неземное притяжение». Со временем в коллективе происходила периодическая ротация солисток. В том числе группу покинула и Оксана Казакова, занявшись своей сольной карьерой. Смене солисток способствовал лояльный контракт второго состава группы, в котором им не запрещалось выходить замуж и брать декретный отпуск.
С 2017 года продюсером группы стал её директор, Владислав Селищев, автор многих новых песен коллектива. Вскоре был сформирован следующий состав группы «Ассорти»: Марина Бриоли, Мария Цесарь, Полина Романова, Полина Герц, Ксюша Шапиро, Настя Влади.
Во время пандемии весной 2020 года группа в домашних условиях записывает песню «Не забывай» ко Дню Победы. В июле того же года группу покинули Анастасия Влади и Ксюша Шапиро. Новой солисткой стала выпускница РАМ имени Гнесиных Виктория Рада.
В начале 2021 года коллективом выпущен EP альбом «Большие девочки», состоявший из песен: «Большие девочки», «Ты мой», «Товарищ капитан», «МуЩина», «Большие девочки (Maxim Keks Radio Mix)».
В настоящее время в состав группы входят выпускницы РАМ имени Гнесиных Полина Герц, Виктория Рада и Елена Форте.
В апреле 2022 года группа выпустила трек «Мы русские». С этой песней «Ассорти» приняли участие во многих благотворительных концертах. Осенью 2022 года группа выпустила видео на трек «Ты мой». В апреле 2023 года состоялся релиз трека «Красивая любовь 2.0»
Сейчас «Ассорти» — это женское трио без продюсера. Солистки самостоятельно занимаются написанием треков и созданием контента.

## Дискография
Альбомы
- 2005 — «Красивая любовь»
- 2010 — «Цвета моей любви»
- 2013 — «Под прицелом»
- 2018 — «Сто историй»
- 2021 — «Большие девочки» (EP)

Синглы
- 2020 — «Не забывай»
- 2021 — «Пятница»
- 2022 — «Мы — русские»
- 2022 — «Ты мой»
- 2022 — «Динь Дон 2.0»
- 2023 — «Красивая любовь 2.0»
- 2023 — «Жду тебя»
- 2024 — «Выстрел»
- 2024 — «Ревность»
- 2024 — «Повезло»
- 2024 — «Сдавайся»
- 2024 — «Пятница»
- 2025 — «Красивая любовь remix»
- 2025 — «Звенит звонок»

## Клипы
- 2005 — «Красивая любовь»
- 2010 — «Зажги моё тело»
- 2012 — «Ангелы»
- 2012 — «Неземное притяжение»
- 2018 — «Ничего такого»
- 2018 — «Right Now»
- 2019 — «МуЩина»
- 2020 — «Не Забывай»
- 2022 — «Мы-Русские»
- 2022 — «Ты мой»
- 2022 — «Будет снег» (совместно с Владимиром Маркиным)
- 2023 — «Красивая любовь 2.0»
- 2023 — «Жду тебя»
- 2024 — «Сдавайся»